# Proctonotus mucroniferus
Proctonotus mucroniferus is een slakkensoort uit de familie van de Proctonotidae. De wetenschappelijke naam van de soort is voor het eerst geldig gepubliceerd in 1844 door Alder & Hancock.